# チベット自治区地震 (2025年)
チベット自治区地震（チベットじちくじしん）は、2025年1月7日9時5分に中華人民共和国チベット自治区シガツェ市ティンリ県で発生した、ローカル・マグニチュード6.8、気象庁マグニチュード7.1の大地震。1月7日午後現在、少なくとも126人の死亡、201人の負傷が確認されている。

## 中国国内の反応
中国共産党中央委員会総書記・国家主席習近平と李強総理がそれぞれ地震救援活動の指示と指示を出した。国務院副総理張国清は関係部門の責任者を率いて現場に向かい、救出と廃棄作業を指導した。
国家防災・減災・救災委員会弁公室、応急管理部、国家糧食物資儲備局は、綿のテント、綿のコート、キルト、折りたたみベッドなどの中央災害救援物資2万2000点と、極寒地や高地地域向けの特別救援物資を被災地に派遣した。
中国人民解放軍西部戦区前線指揮所の職員はY-20航空機を被災地に運んだ。1月7日午後の時点で、中国人民武装警察部隊チベット軍団の将兵30人が先導部隊として地震現場に到着し、さらに359人の将兵が被災地に急行している。そして兵士たちは集結し待機している。